# Rysslands Davis Cup-lag

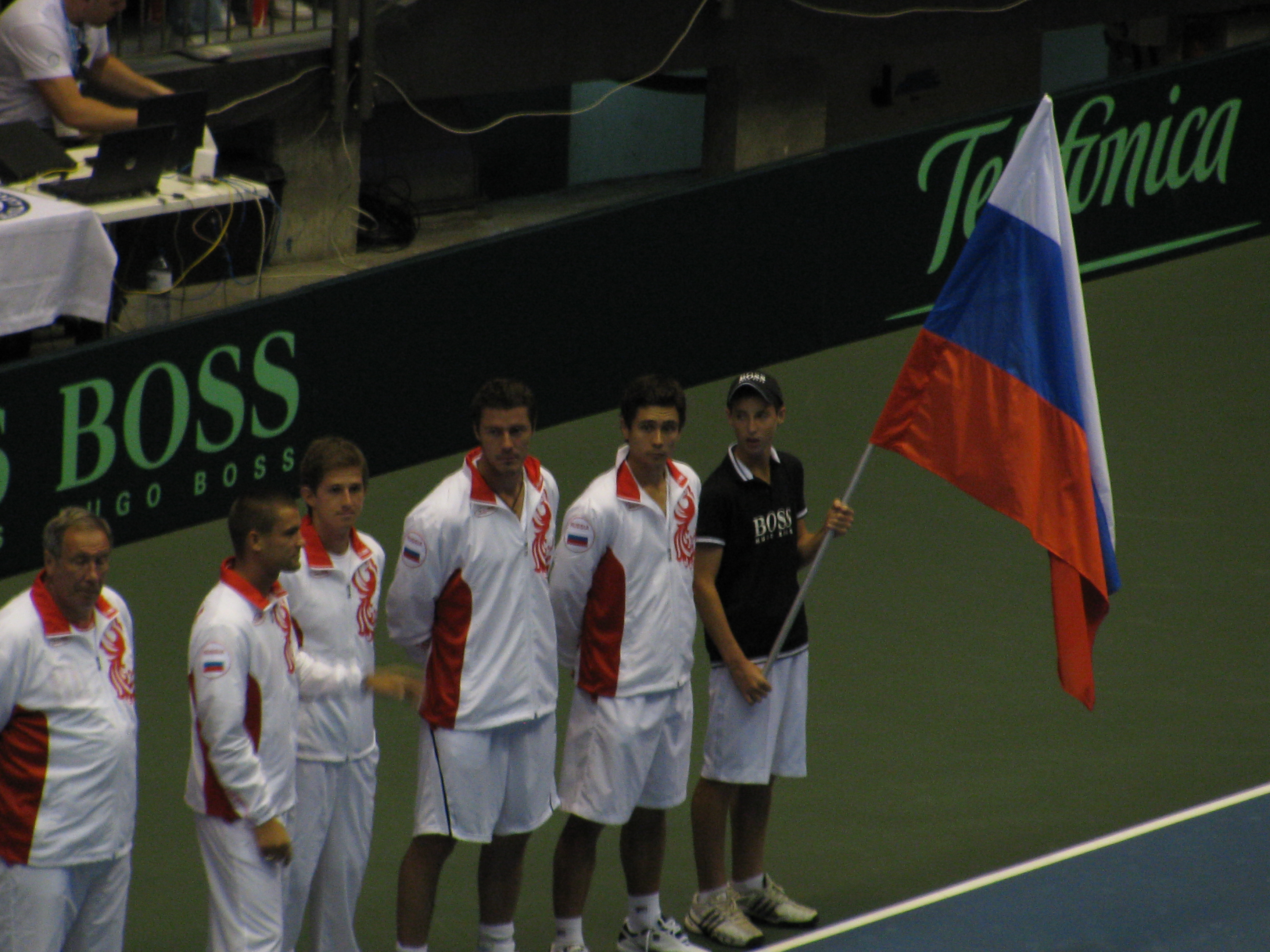
Ryska Davis Cup-laget 2009

Rysslands Davis Cup-lag styrs av slovenska tennisförbundet och representerar Ryssland i tennisturneringen Davis Cup, tidigare International Lawn Tennis Challenge. Ryssland debuterade i sammanhanget 1993 och vann turneringen 2002, 2006 och 2020–2021 samt slutade tvåa 1994, 1995, 2007.
Laget stängdes av från tävlingen efter Rysslands invasion av Ukraina i februari 2022.

### Fotnoter
1. ↑  ”Ryssland stängs av men Medvedev får spela” (på svenska). Sveriges Radio. 1 mars 2022. https://sverigesradio.se/artikel/tennisbeskedet-ryssland-stangs-av-men-medvedev-far-spela. Läst 27 november 2022.